# Annaside
Annaside – wieś w Anglii, w Kumbrii. Leży 76 km na południe od miasta Carlisle i 376 km na północny zachód od Londynu.